# Sant Martí de Puigcercós (nova)
Sant Martí de Puigcercós és l'església parroquial del poble de Puigcercós. Fou consagrada el 1891, per tal de substituir l'església romànica de Sant Martí de Puigcercós existent en el poble vell, que patí les conseqüències de l'esllavissada que posà fi al vell poble de dalt del turó.
Està situada al bell mig del poble actual de Puigcercós, en el costat sud-oest de la placeta que forma en el seu centre.
És una església petita, d'una sola nau, de doble alçada. Està reforçada per contraforts laterals, amb annexos laterals on es troba el campanar de cadireta, formant part de la façana principal. Aquesta té la porta dovellada, de mig punt, amb portes de ferro, i òcul per a il·luminar el cor. A la llinda de la porta figura la data 1894.
Els murs són de carreus de pedra reblats i la coberta a dos vessants de teula àrab.